# Paloma Berganza
Paloma Berganza (Madrid, ...) è una musicista spagnola.
Viene ritenuta una delle voci femminili più interessanti nell'attuale panorama musicale spagnolo e, senza dubbio, è la migliore interprete di chançon francese del Paese, così come no c'è dubbio sulla sua rilevanza anche a livello internazionale.

## Biografia
Ha studiato chitarra classica, solfeggio ed armonia nel Real Conservatorio Superior de Música di Madrid.

Ha studiato interpretazione vocale ed accompagnamento con il compositore e chitarrista Jorge Cardoso, canzone classica con Angeles Chamorro e Concha Doñaque, jazz vocale con il cantante Connie Philip e voce ed interpretazione con Miguel Cuevas.

Grazie alla sua preparazione in musica classica ed essendo figlia d'arte (è la nipote del mezzo soprano Teresa Berganza), trovò in poco tempo la sua strada e maturò il suo proprio stile con il suggestivo repertorio di chanson, bossa nova, jazz…

Ha calcato numerose scene e tra le più importante spiccano il III Festival d'autunno di Madrid, con una parte ne "La Zapatera Prodigiosa" di Garcia Lorca, nel Teatro Albeñiz; L'Europa Cantat IX Festival, cantando nella Cantata delle Nazioni unite di C. Halffter; il Festival della canzone Basca in Renteria, con il chitarrista Eduardo Baranzano; il XVII International Film Music Encounter (chanson) nel Teatro Maestranza; la sede delle Nazioni Unite; la fondazione Principe de Asturias.

## Premi e riconoscimenti
- Nel 1996 vinse il secondo premio partecipando al prestigioso concorso Vive la Reprise, organizzato dal Centro Chanson d'Expression Française nel teatro di Vanves, a Parigi, dove per la prima volta il premio è attribuito ad un interprete non francofono
- Entrambi i suoi CD, rispettivamente del 2003 e 2005, sono stati  nominati migliori album di musica jazz dall'Accademia di Musica spagnola